# 万章
万 章（萬章、ばん しょう）は、戦国時代の鄒の儒学者で、孟子の弟子である。「万子」とも呼ばれている。
儒教の賢人として、北宋の政和5年（1115年）より孟廟（孟子廟）で、清の雍正2年（1724年）より孔廟（孔子廟）で祀られるようになる。
『史記』の記載によると、四書五経の一つの『孟子』は、孟子本人が弟子の万章とともに、孔子の教えを顕彰するため共著した書物である。しかし、『孟子』は万章と公孫丑の共同著述という説もある。
孟子の言動を記録するために、『孟子』に収録される孟子と万章との間の対話は15章にも及ぶ。この期間の対話は、後の世代が儒教を理解するための経典である。